# دانشگاه هنر برلین
دانشگاه هنر برلین (آلمانی: Universität der Künste Berlin) یا به اختصار UdK، بزرگترین آموزشگاه هنر قارهٔ اروپاست که در شهر برلین آلمان واقع شده‌است. این دانشگاه، یک مرکز آموزشی عمومی هنر و طراحی و یکی از چهار دانشگاه پژوهشی برلین است.
این مرکز آموزشی یکی از بزرگترین دانشگاه‌های هنر دنیا است که برنامه‌های آموزشی متنوعی را در بر می‌گیرد و دارای ۴ دانشکده در رشته‌های تخصصی هنرهای زیبا، معماری، رسانه‌های گروهی، طراحی، موسیقی و هنرهای نمایشی با بیش از ۳٬۵۰۰ دانشجوست.
سابقهٔ این مرکز آموزشی که عنوانِ «دانشگاه» را در ۱ نوامبر ۲۰۰۱ دریافت نمود، به دورانی بر می‌گردد که «آکادمی هنر نقاشی، هنرهای تصویری و معماری» به فرمان فریدریش یکم بنیان نهاده شد.

## دانش‌آموختگان سرشناس
- کلودیو آرائو
- لئوپولد گودوفسکی
- گونتر گراس
- کریستین لیدن
- اتو کلمپرر
- موریتس موشکوفسکی
- ماکس رابه
- گابریل و ماکسیم شامیر
- برونو والتر
- کورت وایل
- استفانیا ترکویچ

## مدرسان برجسته
- آی وی‌وی
- گئورگ بازلیتز
- تونی کرگ
- الافور الیاسون
- امانوئل فویرمان
- پل هیندمیت
- کارل هوفر
- یوزف یواخیم
- آرنولد شونبرگ
- کلارا شومان
- ویوین وست‌وود

## نگارخانه

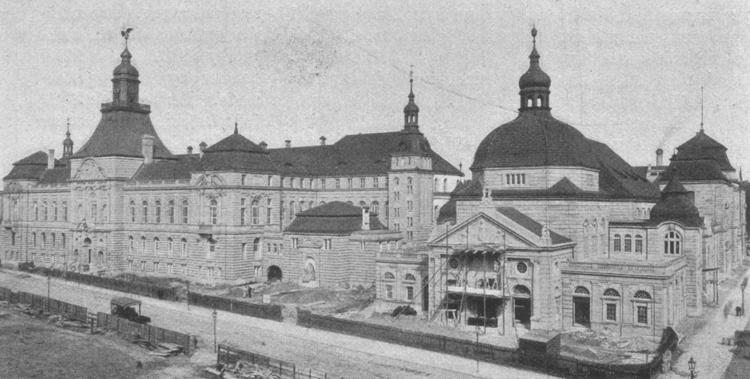
ساختمان اصلی در سال ۱۹۰۲
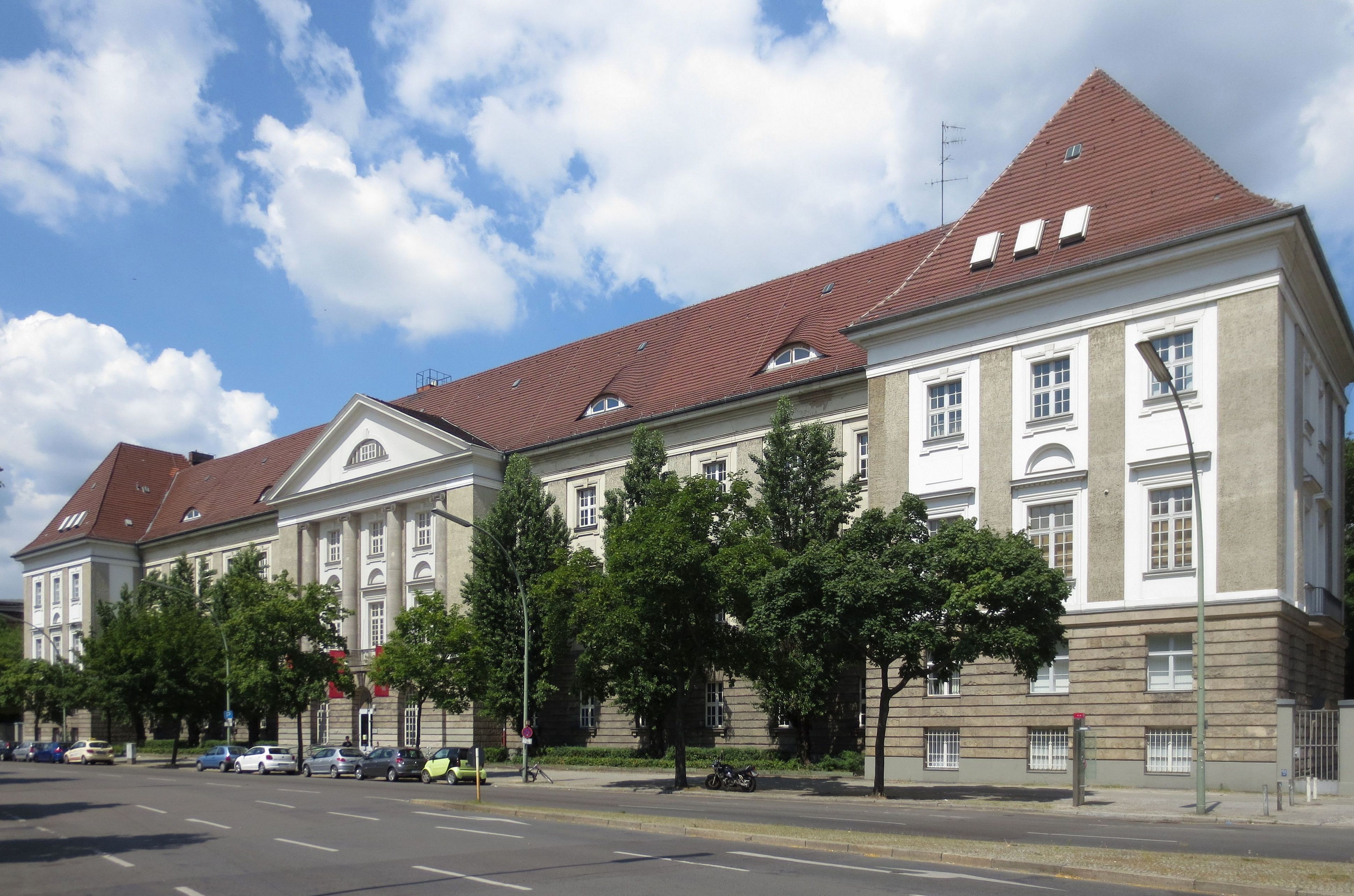
مدیا هاوس
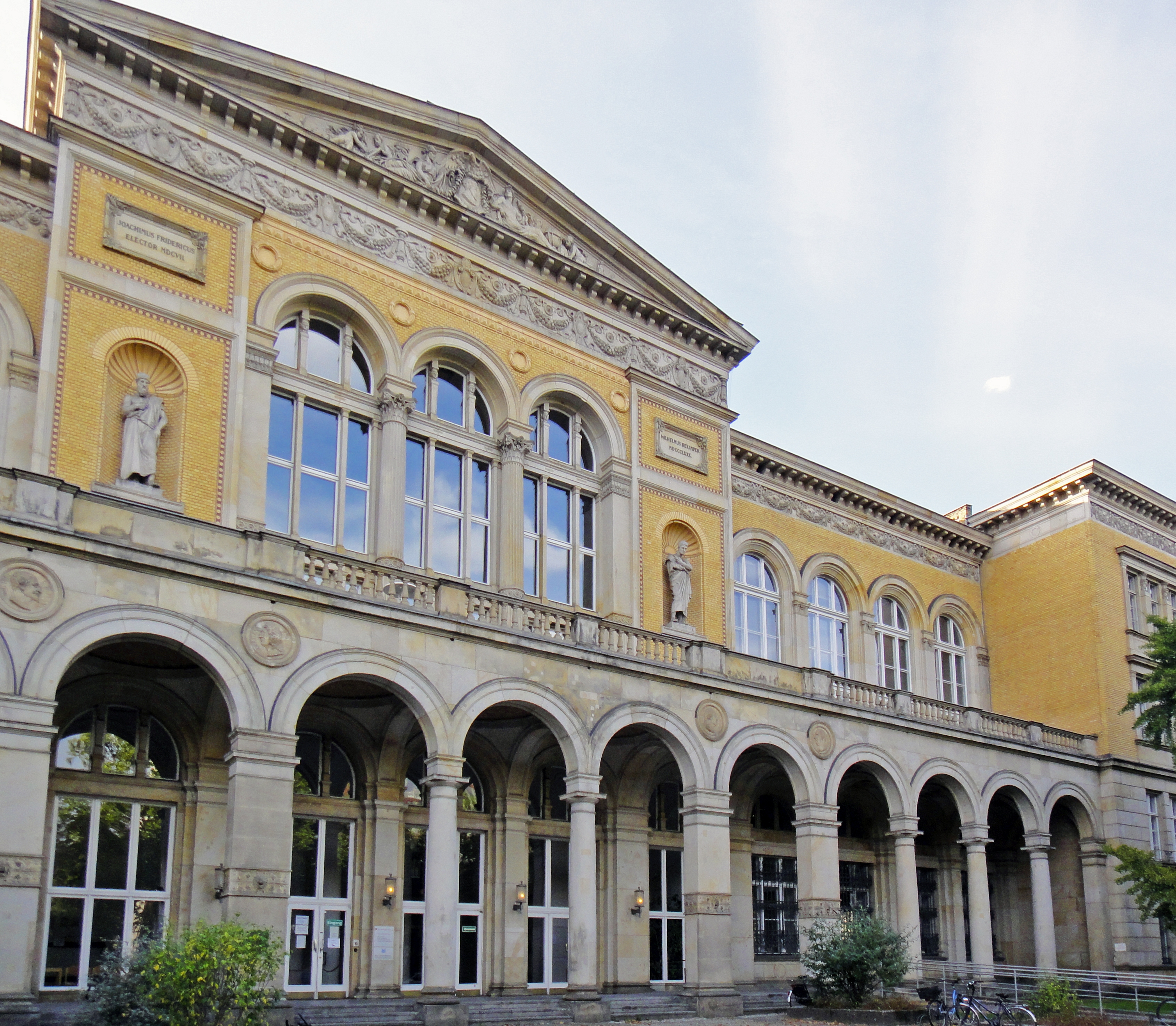
سالن ورزش یواخیم‌استالر
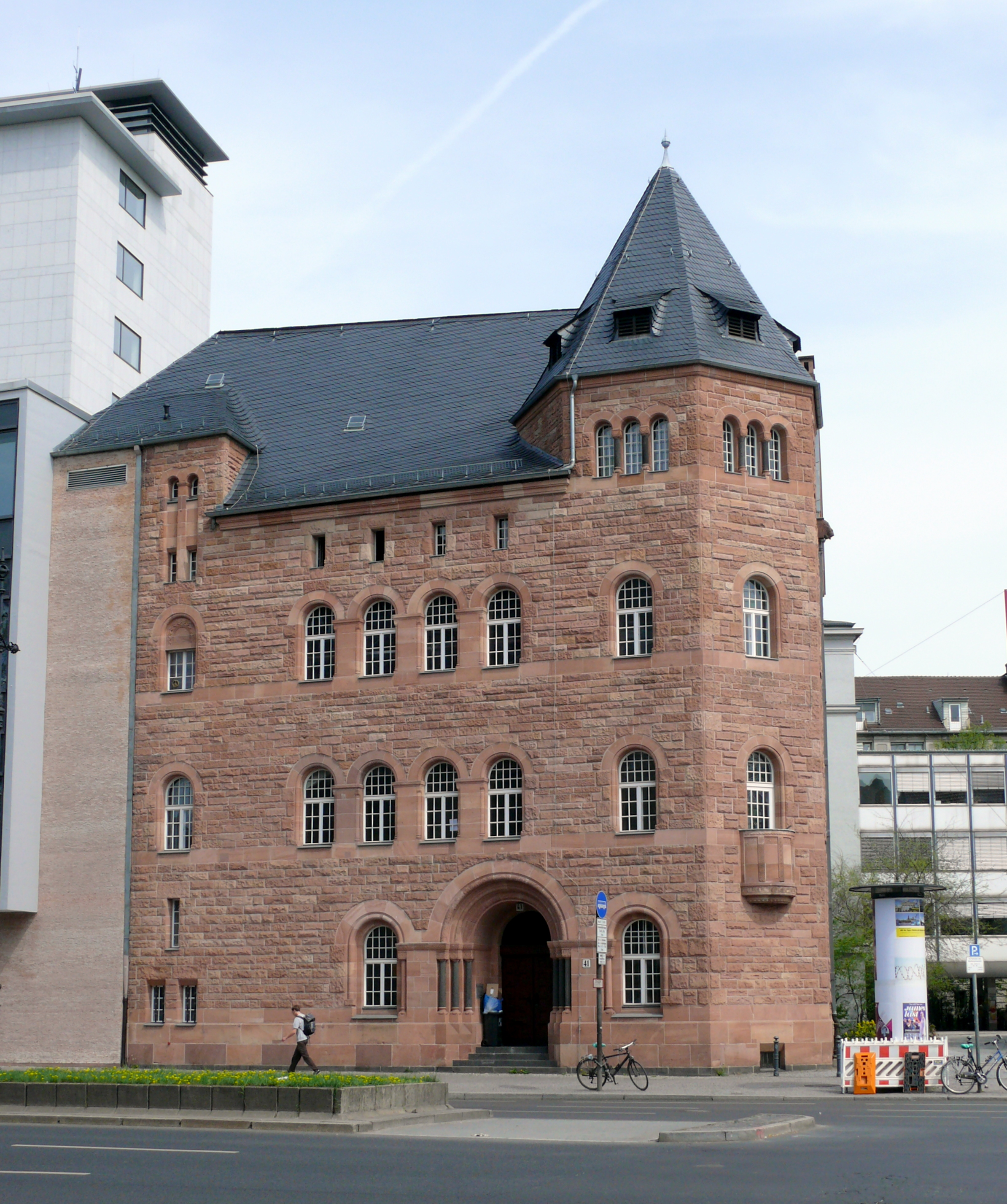
مؤسسهٔ موسیقی کلیسا
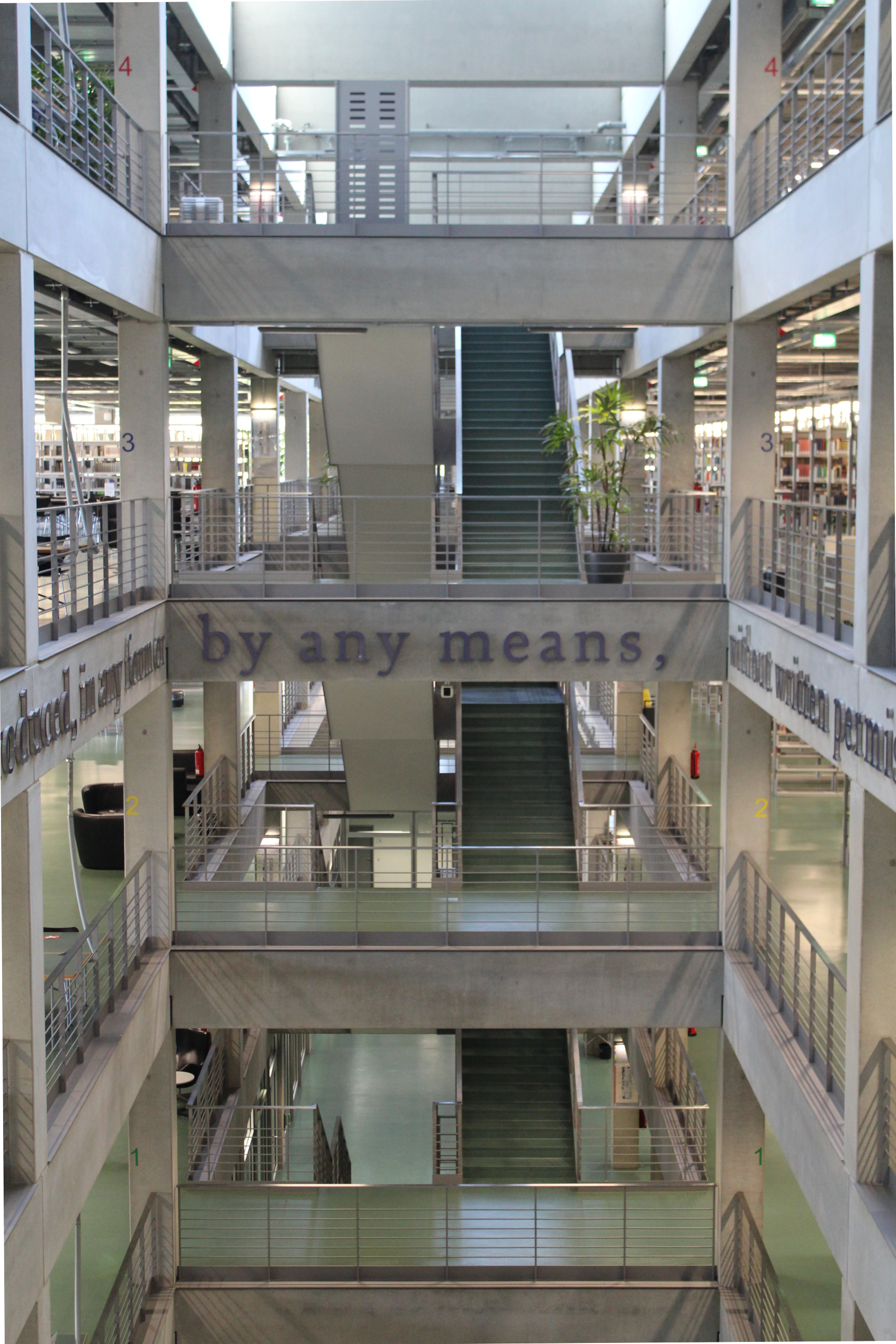
کتابخانه اصلی
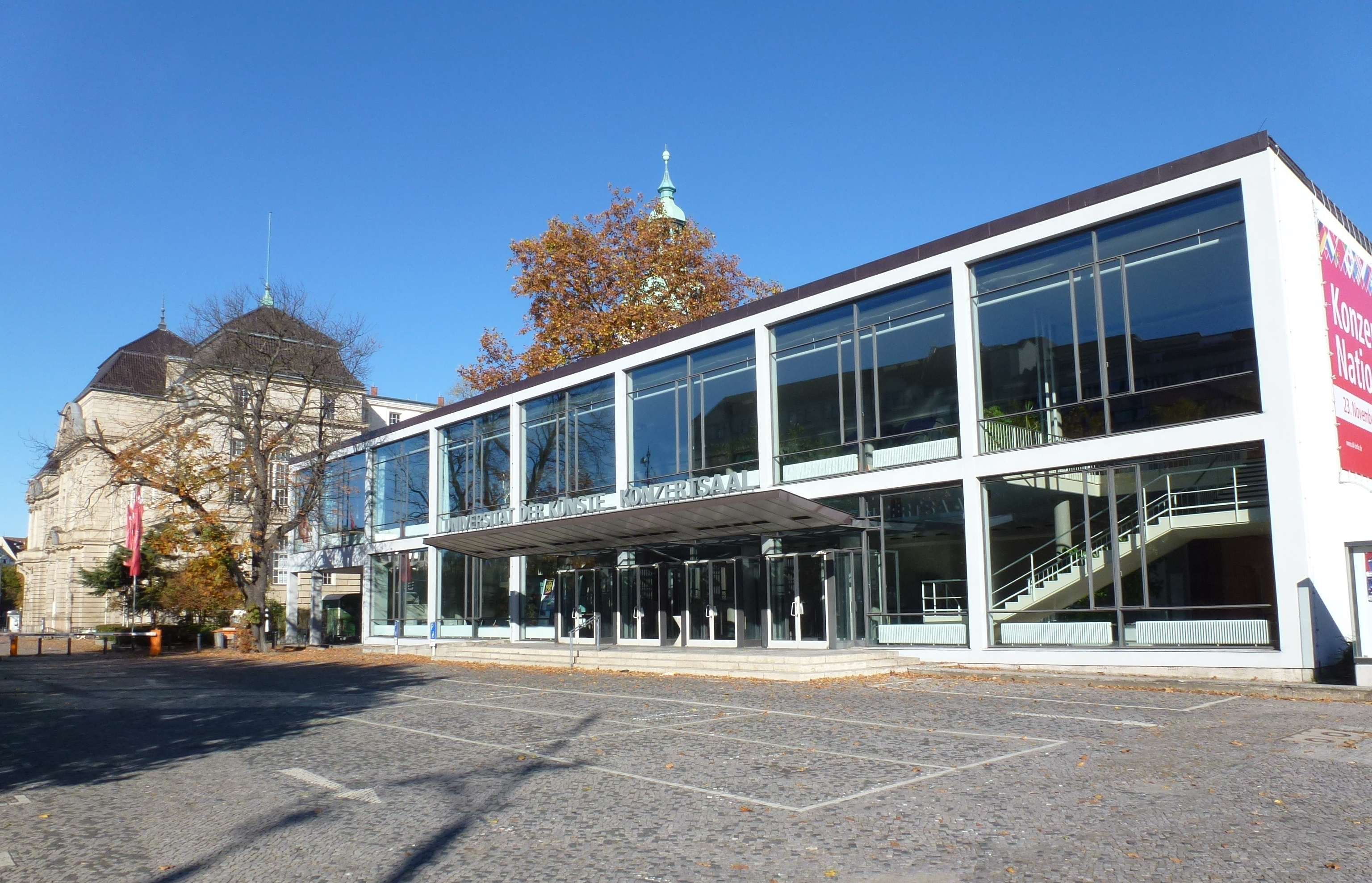
سالن کنسرت دانشگاه